# Two Lives (film 2012)
Two Lives (Zwei Leben) è un film del 2012 diretto da Georg Maas e Judith Kaufmann.

## Trama
Norvegia. Nella vita tranquilla e felice di Katrine, ormai nonna, piomba un giornalista che, insieme ad un tribunale, vuole accusare la Germania di aver sottratto bambini a madri tedesche esule e di averli riportati in patria in orfanotrofi per poi riutilizzarli nel Progetto Lebensborn. Katrine, essendo una di questi, decide anche se riluttante di aderire alla causa, ma poi emerge il suo burrascoso passato: il suo vero nome è Vera, era una spia della Stasi ed è finita in Norvegia al posto della vera Katrine per catturarla perché fuggita dalla Germania Est. Ma Katrine/Vera si è creata una famiglia anche perché non l'aveva mai avuta e alla fine i suoi capi faranno in modo che non nuocia più.